# 紫站

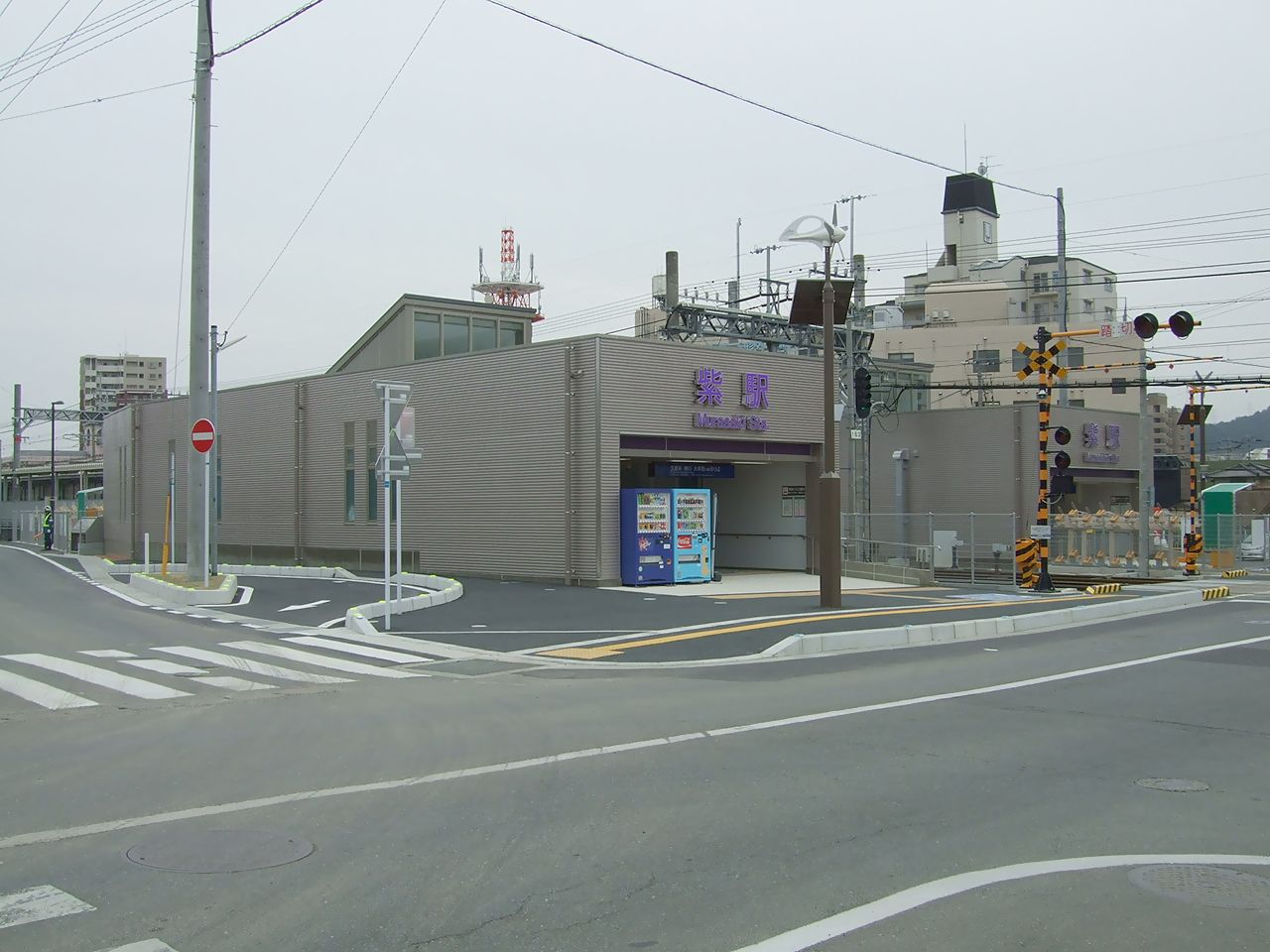
東口（2010年3月27日）

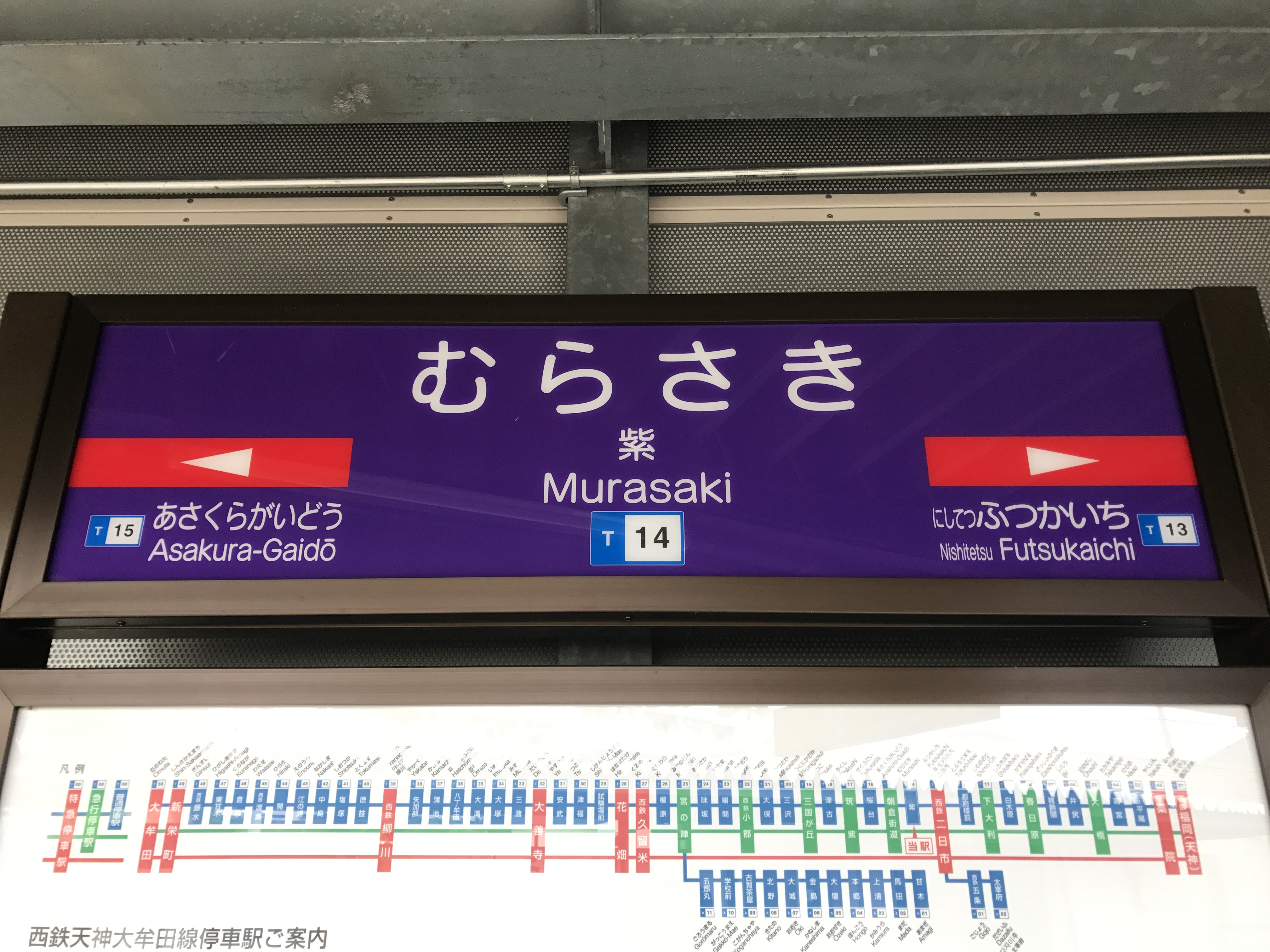
紫色的站名牌
※圖像是在大橋站升級至特急停車站前

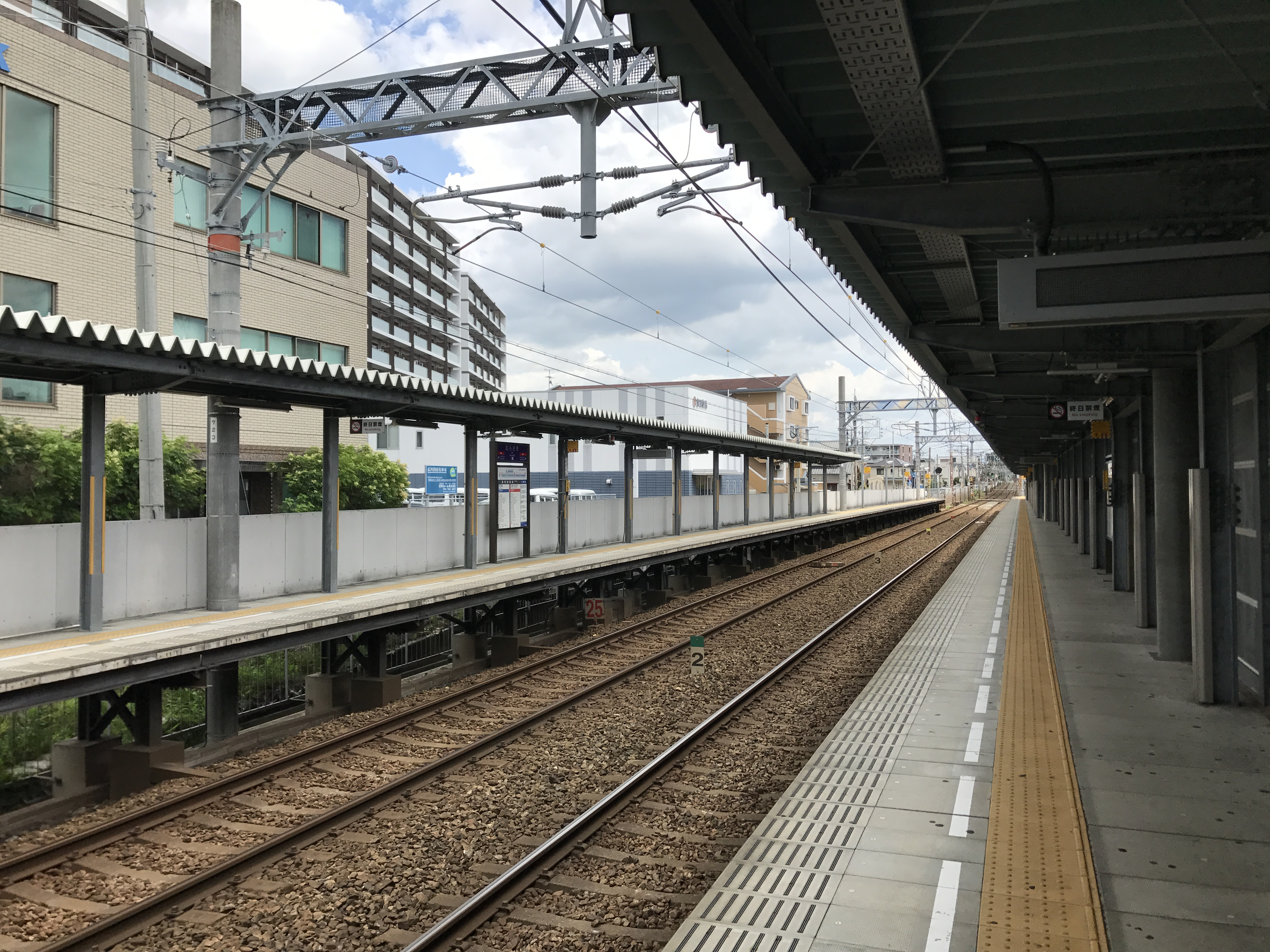
月台（2017年7月）

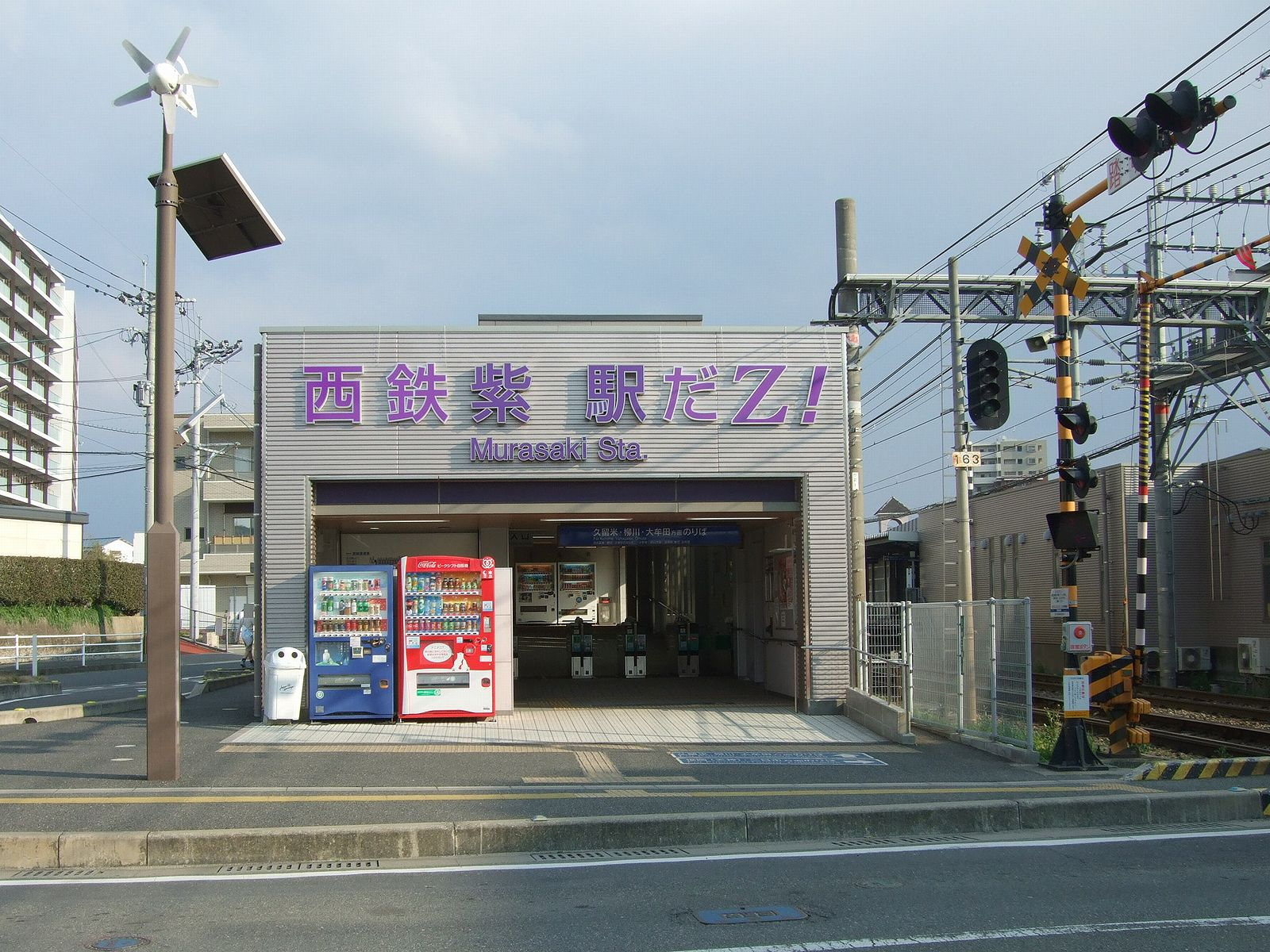
「西鐵紫站Z!」的站名牌
（2016年3月27日）

紫站（日语：／ Murasaki eki */?）是位於福岡縣筑紫野市紫二丁目449番11號，西日本鐵道（西鐵）的天神大牟田線車站。車站編號為T14。
此站在2010年3月27日啟用。在天神大牟田線新站中，於1992年3月25日啟用的三國丘站（小郡市）後，在同年10月25日，北九州線西黑崎站（北九州市八幡西區）啟用。但是北九州線在2000年11月26日廢止，該站現時變成筑豐電氣鐵道筑豐電氣鐵道線的車站。

## 歷史
以下除了特別標明，資料取自西日本鐵道官方新聞稿。
- 2007年（平成19年）
  - 6月1日 - 發表在2008年春天開設新站（計劃當初站名為二日市南站）[1]。
  - 10月23日 - 由於收地發生延遲，因此車站啟用日期將會延遲[2]。
- 2009年（平成21年）2月24日 - 站名公布為「紫站」，於同年3月發表工程完成[3]。
- 2010年（平成22年）3月27日 - 車站啟用。
- 2017年（平成29年）2月1日 - 此站引入車站編號[4]。

## 車站構造
車站是一座地面車站，設有2面2線的相對式月台。車站大樓設有東出口和西出口兩處，此站沒有月台跨線橋，因此入閘後不可前往對面月台。在這個情況下，入閘前的車費表和自動售票機不會顯示和購買反方向的車票與價格。
在車站啟用當初已經可以使用nimoca，此站也設有自動閘機。
閘機與月台之間沒有梯級差，此站設有無障礙設施。此站設有可讓輪椅使用的廁所。另外，月台上設有空調設備的候車室。在下行月台中由於鄰接道路，因此月台十分狹窄。
通常西鐵的車站大樓上的站名牌都是藍色，因此此站的車站大樓上方站名牌是紫色，下面部分加以紫色線裝飾。

### 月台
| 月台 | 路線          | 上下行 | 方向                     | 備註 |
| ---- | ------------- | ------ | ------------------------ | ---- |
| 1    | ■天神大牟田線 | 下行   | 久留米、柳川、大牟田方向 |      |
| 2    | ■天神大牟田線 | 上行   | 二日市、福岡（天神）方向 |      |

## 使用狀況
在2019年度，1日平均上下車人次為6,012人。
| 年度               | 乘車人次 | 上下車人次 |
| ------------------ | -------- | ---------- |
| 2009年（平成21年） | 600      | 1,233      |
| 2010年（平成22年） | 2,162    | 4,168      |
| 2011年（平成23年） | 2,536    | 4,923      |
| 2012年（平成24年） | 2,770    | 5,404      |
| 2013年（平成25年） | 2,888    | 5,582      |
| 2014年（平成26年） | 2,888    | 5,576      |
| 2015年（平成27年） | 3,049    | 5,913      |
| 2016年（平成28年） | 3,112    | 5,977      |
| 2017年（平成29年） | 3,047    | 5,843      |
| 2018年（平成29年） | 3,156    | 6,056      |
| 2019年（令和元年） |          | 6,012      |

## 車站周邊
車站南邊設有縣道65號的平交道。
- 二日市站（JR鹿兒島本線） - 西方約500米
- 筑紫野市立二日市中學（日语：筑紫野市立二日市中学校）
- 九州產業大學付屬九州產業高等學校（日语：九州産業大学付属九州産業高等学校） - 東方約200米
- 二日市整形外科

## 巴士路線
站前縣道65號上設有「紫站」巴士站。巴士路線由西鐵巴士二日市原分社運行。（路線資料截至2019年4月1日）
- 吉木、葉光丘、原營業所、太宰府方向（■ 1-1系統）
- 原營業所、太宰府方向（■ 1-2系統）
- JR二日市站、西鐵二日市站方向（■ 1-1系統、1-2系統）

## 相鄰車站
西日本鐵道
■天神大牟田線
■特急、■急行
通過
■普通
西鐵二日市（T13）－紫（T14）－朝倉街道（T15）

## 注腳
1. ↑  西日本鉄道公式ウェブサイトにおける発表（2007年6月1日） - 「二日市南（仮称）駅」を新設します （页面存档备份，存于）（日語）
2. ↑  西日本鉄道公式ウェブサイトにおける発表（2007年10月23日） - 「二日市南（仮称）駅」 開業の延期について （页面存档备份，存于）（日語）
3. ↑  西日本鉄道公式ウェブサイトにおける発表（2009年2月24日） - 天神大牟田線 西鉄二日市駅～朝倉街道駅間 新駅の名称を「紫（むらさき）駅」といたしますPDF（日語）
4. ↑   (PDF). 西日本鐵道. 2017-01-24  [2017年3月20日]. （原始内容存档 (PDF)于2020-07-28） （日语）.
5. ↑  . 西日本鉄道株式会社.   [2021-01-14]. （原始内容存档于2021-01-29） （日语）.
6. ↑  福岡市統計書 （都市圏の概況） （页面存档备份，存于）（日語） 福岡都市圏之私鐵各站上下車人次
7. ↑  在2009年3月27日啟用。此年度只計算啟用日至同年3月31日之間共5日。

## 外部連結
- 紫站（西鐵沿線web） （页面存档备份，存于）（日語）